# وادي القروان
وادي القروان هو واد في سراة بلاد بلقرن في محافظة بلقرن تسيل مياهه منها حتى تصب في أعالي وادي تبالة.